# Lourdes Mendoza
Pour les articles homonymes, voir Mendoza et del Solar.
Mendoza  del Solar est un nom espagnol. Le premier nom de famille, en général paternel, est Mendoza ; le second, en général maternel, souvent omis, est del Solar.
Lourdes Mendoza, née Zoila Lourdes Carmen Sandra Mendoza del Solar le 7 janvier 1958 à Arequipa où elle est morte le 4 octobre 2024,, est une femme d'affaires et femme politique péruvienne.
De 2006 à 2011, elle est seconde vice-présidente du Pérou, la première femme à occuper le poste, et prend en charge les fonctions présidentielles pour une journée, le 15 janvier 2007, alors que le président est en Équateur et est donc de facto la première présidente du Pérou.

## Biographie

### Vie privée
Lourdes Mendoza est la fille de l'ancien député Julio Carlos Enrique Mendoza Núñez et de Lourdes Rosario Josefina del Solar Sánchez. Elle complète ses études primaires et secondaires à l'école allemande-péruvienne Max Uhle.
Elle se spécialise ensuite en secrétariat à Lima, puis suit des études en tourisme à Lima et à Londres. Mendoza a aussi suivi des cours relatifs au gouvernement.
Elle a un fils et une fille (Andrea Fonts Del Solar et Alfredo Fonts Del Solar).

### Carrière politique
Aux élections municipales et régionales péruviennes de 2002 (es), elle est élue au conseil municipal d'Arequipa et devient première conseillère municipale, l'équivalent d'assistant-maire.
Elle se présente par la suite aux élections générales péruvienens de 2006 en tant que seconde vice-présidente pour Alan García, et est élue, Luis Giampietri (en) devenant premier vice-président. Elle est aussi élue au congrès en représentant le département d'Arequipa.
Mendoza se présente sans succès aux élections générales péruviennes de 2011, puis aux élections générales péruviennes de 2016 au Parlement andin, mais n'est pas élue non plus.